# Максимов, Евгений Васильевич
Евгений Васильевич Максимов (1934—2003) — советский писатель.

## Биография
Евгений Васильевич Максимов родился 13 мая 1936 года в деревне Козицыно (ныне — Сычёвский район Смоленской области). С четырнадцатилетнего возраста работал в колхозе, на лесозаготовках. Позднее был комсоргом в колхозах. Срочную службу проходил на Балтийском и Северном флотах. Демобилизовавшись, вернулся в Смоленск. Окончил Смоленскую областную совпартшколу, факультет журналистики Высшей партийной школы при ЦК КПСС, факультет русского языка и литературы Смоленского государственного педагогического института.
Максимов активно занимался писательской деятельностью, написав около 25 книг об истории и природе Смоленской области, множество очерков. Ряд его произведений был переведён на другие языки. По книге Максимова «Хозяин смоленских лесов» был снят телевизионный фильм. Был членом Союза журналистов России и Союза писателей России.
Активно занимался политической деятельностью, избирался делегатом XXVIII съезда КПСС, Учредительного съезда Коммунистической партии Российской Федерации. Был избран депутатом в Государственную Думу 2-го созыва от КПРФ.
Умер 1 апреля 2003 года, похоронен на Одинцовском кладбище Смоленска.